# Desmodium tortuosum
Espèce
Desmodium tortuosum, le sainfoin tortueux, est une espèce de plantes à fleurs dicotylédones de la famille des Fabaceae, sous-famille des Faboideae, originaire des régions tropicales d'Amérique.
C'est une plante herbacée ou un arbrisseau, annuelle ou vivace au port dressé, très ramifié pouvant atteindre 2 mètres de haut, aux feuilles trifoliées. L'espèce a été introduite dans toutes les régions tropicales du monde et est parfois considérée comme envahissante. Elle est parfois cultivée comme plante fourragère, engrais vert ou couvert végétal,.

## Taxinomie

### Synonymes
Selon The Plant List (28 juillet 2019) :
- Desmodium annuum Gray p.p.[4]
- Desmodium purpureum (Mill.) Fawc. & Rendle
- Desmodium stipulaceum DC.
- Desmodium tortuosum var. hirtellum DC.
- Hedysarum purpureum Mill.
- Hedysarum tortuosum Sw.
- Meibomia purpurea (Mill.) Small
- Meibomia tortuosa (Sw.) Kuntze

### Liste des variétés
Selon Tropicos (28 juillet 2019) (Attention liste brute contenant possiblement des synonymes) :
- Desmodium tortuosum var. hirtellum DC.
- Desmodium tortuosum var. ospriostreblum (Steud. ex A. Rich.) Sunding
- Desmodium tortuosum var. tortuosum